# Kreuzkirche (Berghofen)

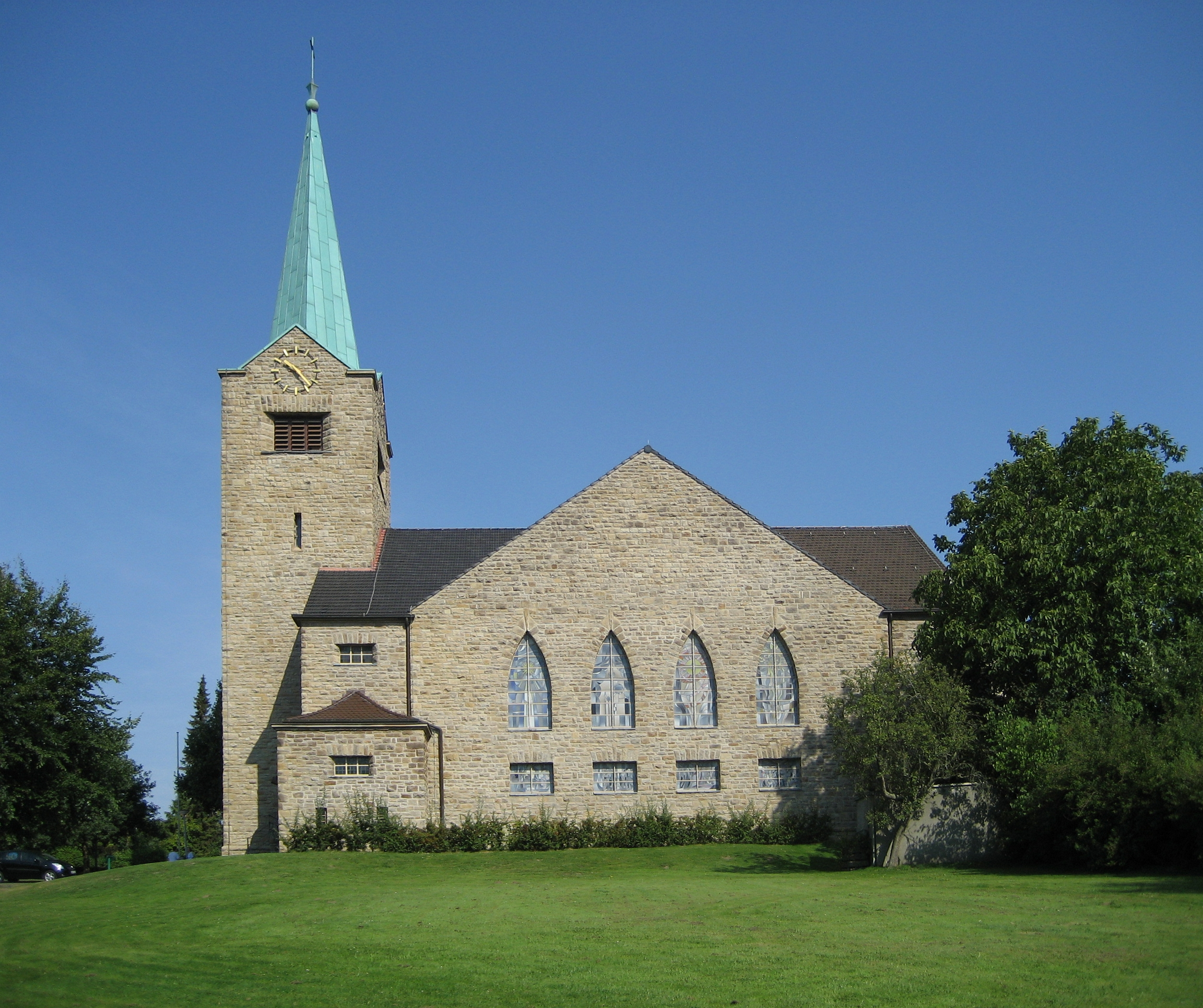
Kreuzkirche in Berghofen

Die Kreuzkirche ist eine evangelische Kirche im Dortmunder Stadtteil Berghofen, Fasanenweg 18. Sie ist das Gotteshaus der evangelischen Kirchengemeinde Berghofen, die der Evangelischen Kirche von Westfalen angehört.
Die Kirche steht unter Denkmalschutz, sie ist eingetragen in die Liste der Baudenkmale des Stadtbezirks Aplerbeck.
Bis 1895 gehörten die evangelischen Christen Berghofens zur Georgsgemeinde in Aplerbeck. Dort wurde bereits 1872 eine dritte Pfarrstelle für die Berghofer Christen eingerichtet, und seit 1890 wurden in einer Kapelle in Berghofen Gottesdienste abgehalten. Nachdem die Berghofer Gemeinde 1895 selbständig wurde, wuchs der Wunsch nach einer eigenen Kirche. Schließlich wurde im Jahr 1929 die Kreuzkirche nach Entwürfen des Architekten Ludwig Behrens gebaut.
Die Kirche hat Fassaden aus Sandstein und ist stilistisch zwischen Expressionismus (mit Anklängen an gotische Formen) und Neuem Bauen einzuordnen. 1967 erfolgte ein Umbau und 1991/1992 eine Renovierung durch das Architekturbüro von Lothar Kallmeyer und Wolfgang Herbst.
Die Motive ihrer Fenster stellen Szenen aus dem Neuen Testament dar. Ein als „Bethlehemfenster“ bezeichnetes Fenster beginnt die szenische Abfolge auf der rechten Seite im hinteren Teil der Kirche, es folgen Fenster zu Karfreitag, Ostern und Christi Himmelfahrt. Mit vier Spitzbogenfenstern zu Pfingsten enden diese Darstellungen.
Das Geläut der Kirche besteht aus drei Bronzeglocken in den Tönen  e‘, g‘ und a‘.